# 艾莉森·高普尼克
艾莉森·高普尼克（英語：Alison Gopnik，1955年6月16日—）是一名美国心理学家，加利福尼亞大學柏克萊分校心理学教授和哲学副教授，知名于在語言發育、認知發育上的贡献，专门研究语言对思维的影响、心智理論的发展和因果学习，常在《科学》、《科学美国人》上发表科普专栏。主要作品有《园丁与木匠：顶级心理学家教你高手父母的教养观》（The Gardener and the Carpenter: What the New Science of Child Development Tells Us About the Relationship Between Parents and Children）、《寶寶也是哲學家：幼兒學習與思考的驚奇發現》（The Philosophical Baby: What Children's Minds Tell Us About Truth, Love, and the Meaning of Life）等。